# Gruppi di Azione Patriottica

Steag al Brigăzilor Garibaldi

Gruppi di Azione Patriottica (din italiană, cu sensul de Grupurile de Acțiune Patriotică, prescurtare GAP) formate de comandamentul general al Brigăzilor Garibaldi la sfârșitul lunii octombrie 1943, erau mici grupuri de partizani care s-au născut la inițiativa Partidului Comunist Italian pentru a opera în principal în Roma și alte orașe, pe baza experienței rezistenței franceze.
Militanții GAP erau numiți „Gappisti”. Prin extensie, alte unități de partizani socialiști au fost numite și GAP. Una dintre operațiunile de succes ale GAP a fost Atentatul de pe Via Rasella din 23 martie 1944.
Conduși de Bruno Fanciullacci, membrii GAP l-au asasinat pe filosoful fascist italian Giovanni Gentile în aprilie 1944.